# Inkayacu
Inkayacu is een geslacht van uitgestorven pinguïns. Het dier kwam zo'n 36 miljoen jaar geleden voor in het Eoceen. De soort werd voor het eerst ontdekt in 2008 in Peru en beschreven in 2010. De typesoort is Inkayaku paracasensis.

## Naamgeving
De geslachtsnaam van Inkayacu paracasensis betekent letterlijk 'waterkoning', de soortaanduiding verwijst naar de vindplaats in Peru, Paracas.

## Kenmerken
I. paracasensis was zo'n 1,5 meter lang en woog mogelijk 55 tot 60 kg. Hij had een lange, rechte snavel die veel langer is dan van de huidige pinguïnsoorten. De groeven in de bek geven aan dat I. paracasensis op vis joeg. De soort was roodbruin en grijs. De melanosomen, organellen die melanine bevatten, lijken minder sterk op die van pinguïns dan op die van andere moderne vogels. Dit kan erop kan wijzen dat de typische zwart-witsamenstelling van de pinguïns pas later ontstond. De veren zelf hadden wel gelijkaardige vormen en stonden op dezelfde manier ingeplant als bij moderne pinguïns. I. paracasensis kon daardoor waarschijnlijk wel zwemmen. De beschrijvende onderzoekers vermoeden dat de aangepaste melanosomen van moderne pinguïns hen beter bestand maakt tegen het leven onder water; moderne pinguïns hebben echter ook witte delen, die net geen melanosomen hebben, maar wel dienen als camouflage. I. paracasensis had echter wel de andere typische pinguïneigenschappen zoals de zwemvleugels, maar was waarschijnlijk niet zo behendig in het water als de moderne verwanten.